# Max Heldt

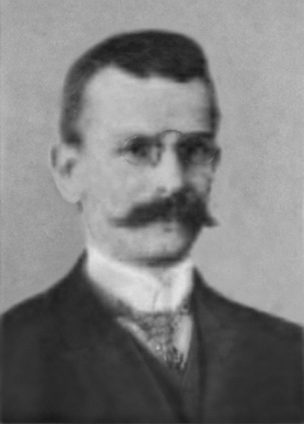
Max Heldt

Max Wilhelm August Heldt (* 4. November 1872 in Potsdam; † 27. Dezember 1933 in Dresden) war ein deutscher Gewerkschafter und Politiker (SPD, ASPD). Er war von 1924 bis 1929 Ministerpräsident des Freistaats Sachsen.

## Leben
Er wurde als Sohn des Fuhrgeschäftsinhabers August Heldt geboren, der 1883 verstarb. Nach dem Besuch der Volksschule in Potsdam erlernte Max Heldt das Gürtler- und Metalldreherhandwerk, besuchte gleichzeitig die Baugewerbeschule und arbeitete nach Abschluss seiner Lehre bis 1904 als Metalldreher. Noch während seiner beruflichen Tätigkeit schloss er sich der Gewerkschaft an und war bis 1904 Vorstandsmitglied der Filiale des Deutschen Metallarbeiter-Verbandes in Leipzig. Er arbeitete von Juli 1904 bis März 1907 als besoldeter Gauleiter des Metallarbeiter-Verbandes für Sachsen in Dresden, war von April 1907 bis Oktober 1918 als Gewerkschafts- und Arbeitersekretär in Chemnitz tätig und wirkte zugleich als Vorsitzender des Gewerkschaftskartells.
Ab 1909 war Heldt als Vertreter des 30. ländlichen Wahlkreises (Chemnitz-Land) Abgeordneter der II. Kammer des Sächsischen Landtags. Erstmals im Oktober 1918 und noch in der Monarchie, berief ihn der nationalliberale Ministerpräsident Rudolf Heinze zum Minister ohne Geschäftsbereich. Dies brachte Heldt später den Ruf eines „königlich sächsischen Sozialdemokraten“ ein.
Nach der Novemberrevolution 1918 war er von Februar 1919 bis 1920 Mitglied der Sächsischen Volkskammer und von 1920 bis 1926 sowie erneut von 1929 bis 1930 Mitglied des Sächsischen Landtages. Von März 1919 an gehörte Max Heldt Landesregierungen als Staatsminister für Arbeit und Wohlfahrt (1919 bis 1920) bzw. Finanzminister (1920 bis 1924) an. Aus dem Gesamtministerium Zeigner trat er am 12. Oktober 1923 zurück, als der Ministerpräsident eine Koalition mit der KPD einging. Diese wurde zwei Wochen später mittels Reichsexekution abgesetzt. Der am 31. Oktober 1923 gebildeten SPD-Minderheitsregierung unter Alfred Fellisch gehörte Heldt wieder an. Von 1920 bis 1929 war er zugleich Mitglied des Reichsrates.
Max Heldt war vom 4. Januar 1924 bis zum 26. Juni 1929 Ministerpräsident des Freistaates Sachsen. Er regierte zunächst in einer Koalition der SPD mit den bürgerlichen Parteien DDP und DVP. Erstmals am 6. Januar 1924 forderte der Landesparteitag der sächsischen SPD Max Heldt auf, die bestehende Koalition aufzulösen und Koalitionsverhandlungen mit der KPD aufzunehmen. Heldt und die Mehrheit der SPD-Landtagsfraktion, die sich dem verweigerten, wussten sich wiederum in Übereinstimmung mit dem Reichsvorstand der SPD und dem Reichspräsidenten Friedrich Ebert (SPD). Hieraus entwickelte sich der „Sachsenstreit“ der Sozialdemokraten.
Auf dem sächsischen Landesparteitag der SPD am 25. März 1926 wurden Max Heldt und die Mehrheit der SPD-Landtagsfraktion (23 Abgeordnete) aus der Partei ausgeschlossen. Am 15. April 1926 spaltete sich die SPD-Landtagsfraktion: 23 Abgeordnete, unter ihnen Max Heldt, bildeten die „alte sozialdemokratische Fraktion“, 18 Abgeordnete verblieben in der SPD-Fraktion. Am 6. Juni 1926 gründeten Max Heldt und die 23 Abgeordneten die Alte Sozialdemokratische Partei Sachsens (ASPS). Diese nannte sich später in Alte Sozialdemokratische Partei Deutschlands (ASPD) um.

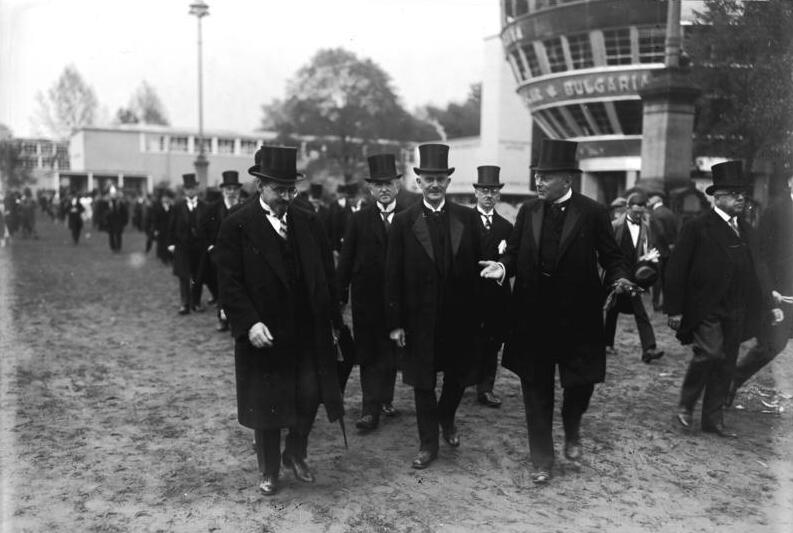
Ministerpräsident Max Heldt vor dem Dresdner Kugelhaus während der Eröffnung der Jahresschau Deutscher Arbeit Dresden 1928

Bei der Landtagswahl im Oktober 1926 bekam die ASPD nur 4,2 Prozent der Stimmen und vier Sitze. Dennoch wählte der Landtag Max Heldt am 11. Januar 1927 im 5. Wahlgang erneut zum Ministerpräsidenten. Er stand nun einer Mitte-rechts-Minderheitsregierung seiner ASPD mit DDP, DVP und Wirtschaftspartei vor. Ab Juli 1927 kamen noch die DNVP und Volksrechtpartei hinzu, womit die Koalition eine Mehrheit im Landtag hatte. Die Ministerpräsidentschaft Max Heldts war die längste im Sachsen der Weimarer Republik. Die ständige Notwendigkeit zur Verbreiterung der Koalition zeichnet allerdings auch exemplarisch den Erosionsprozess der demokratischen Parteien in dieser Zeit nach.
Bei der Landtagswahl 1929 erhielt die ASPD nur noch 1,5 Prozent der Stimmen und zwei Mandate. Der bisherige Volksbildungsminister Wilhelm Bünger (DVP) wurde anschließend als Heldts Nachfolger mit relativer Mehrheit zum Ministerpräsidenten gewählt. Nach der Auflösung der ASPD 1932 kehrte Heldt zur SPD zurück.